# 櫻田智也
櫻田 智也（さくらだ ともや、1977年 -）は、日本の推理作家。北海道出身・在住。2013年、東京創元社主催の第10回ミステリーズ！新人賞を受賞し、デビュー。

## 略歴
北海道長万部町で生まれ、小学5年から中学までは函館市、高校時代は北斗市で過ごした。江別市在住。埼玉大学理学部卒業。同大学院修士課程修了。
デイリーポータルZの元ライター。2008年1月より2011年3月（東日本大震災直前）まで掲載。当時は、当時居住していた岩手県の環境や土地柄を生かし、身体を張った奇抜なアイデア・行動を織り交ぜた記事をよく執筆していた。本人によれば、もう一本記事を最後に掲載する予定であったが、震災後に気力が戻らず、そのまま終了となった、とTwitterで語っている。
2013年、「友はエスパー」が第4回創元SF短編賞の最終候補となる。同年、「サーチライトと誘蛾灯」で第10回ミステリーズ！新人賞（選考委員：新保博久、法月綸太郎、米澤穂信）を受賞。2018年「火事と標本」、2020年「コマチグモ」にて第71回・第73回日本推理作家協会賞（短編部門）候補となる。2021年、『蟬かえる』で第74回日本推理作家協会賞（長編及び連作短編集部門）、第21回本格ミステリ大賞（小説部門）を受賞。

## ミステリ・ランキング
- 週刊文春ミステリーベスト10
  - 2020年 - 『蝉かえる』10位
  - 2024年 - 『六色の蛹』13位

- このミステリーがすごい!
  - 2021年 - 『蝉かえる』11位
  - 2025年 - 『六色の蛹』10位

- 本格ミステリ・ベスト10
  - 2019年 - 『サーチライトと誘蛾灯』29位
  - 2021年 - 『蝉かえる』2位
  - 2025年 - 『六色の蛹』3位

- ミステリが読みたい!
  - 2021年 - 『蝉かえる』9位
  - 2025年 - 『六色の蛹』8位

## 作品リスト

### 単行本
- サーチライトと誘蛾灯（2017年11月 ミステリ・フロンティア ISBN 978-4-488-01799-6 / 2020年4月 創元推理文庫 ISBN 978-4-488-42421-3）
  - 収録作品
    - サーチライトと誘蛾灯（『ミステリーズ！』vol.61、2013年10月号、東京創元社） - 第10回ミステリーズ！新人賞受賞。
    - ホバリング・バタフライ（『ミステリーズ！』vol.78、2016年8月号、東京創元社）
    - ナナフシの夜（『ミステリーズ！』vol.80、2016年12月号、東京創元社）
    - 火事と標本（書き下ろし）
    - アドベントの繭（書き下ろし）
- 蟬かえる（2020年7月 ミステリ・フロンティア ISBN 978-4-488-02009-5 / 2023年2月 創元推理文庫 ISBN 978-4-488-42422-0）
  - 収録作品
    - 蟬かえる（『ミステリーズ！』vol.92、2018年12月号、東京創元社）
    - コマチグモ（『ミステリーズ！』vol.94、2019年4月号、東京創元社）
    - 彼方の甲虫（書き下ろし）
    - ホタル計画（書き下ろし）
    - サブサハラの蠅（書き下ろし）
- 六色の蛹（2024年5月 東京創元社 ISBN 978-4-488-02903-6）
  - 収録作品
    - 白が揺れた（『紙魚の手帖』vol.01 OCTOBER 2021、東京創元社）
    - 赤の追憶（『紙魚の手帖』vol.04 APRIL 2022、東京創元社）
    - 黒いレプリカ（『紙魚の手帖』vol.07 OCTOBER 2022、東京創元社）
    - 青い音（書き下ろし）
    - 黄色い山（書き下ろし）
    - 緑の再会（書き下ろし）

### 単行本未収録短編
- 緑の女（『ミステリーズ！』vol.67 OCTOBER 2014、東京創元社）
- 追憶の轍（『ミステリーズ！』vol.69 FEBRUARY 2015、東京創元社）
- ミツバチと押し花（2023年2月 『蟬かえる』〈創元推理文庫〉三省堂書店購入特典[13]）

### アンソロジー
- ベスト本格ミステリ2015（2015年6月 講談社ノベルス ISBN 978-4-06-299047-9）「緑の女」
- 監獄舎の殺人 ミステリーズ！新人賞受賞作品集（2016年12月 創元推理文庫 ISBN 978-4-488-40060-6）「サーチライトと誘蛾灯」
- ザ・ベストミステリーズ2018（2018年5月 講談社 ISBN 978-4-06-221071-3）「火事と標本」

## 参考資料
- 東京創元社主催 ミステリーズ!新人賞 案内